# Токарно-револьверний верстат
Токарно-револьверні верстати відносяться до токарної групи верстатів. Верстати даного типу застосовують для обробки деталей у серійному виробництві з пруткового матеріалу або штучних заготовок. Залежно від виду заготовок вони діляться на пруткові і патронні. Револьверні верстати не мають задньої бабки, а мають револьверну головку, в яку встановлюють різний різальний інструмент (різці, свердла, зенкери, розгортки). Інструмент кріпиться в резцетримачі поперечного супорта. Всі різальні інструменти встановлюються заздалегідь при налагодженні верстата, і в процесі обробки їх уводять у роботу по черзі. Після кожного робочого ходу револьверна головка повертається, і робочу позицію займає новий різальний інструмент. 
За конструкцією револьверної головки верстати діляться на верстати з вертикальною, похилою і горизонтальною осями обертання револьверної головки. 
Перевагою токарно-револьверних верстатів в порівнянні з токарно-гвинторізними є можливість скорочення основного часу в результаті застосування багаторізцевих державок і одночасної обробки деталі інструментами, закріпленими в револьверну головку і в різцетримач. 
Порівняно малі витрати допоміжного часу в результаті попереднього налагодження верстата на обробку кількома інструментами, швидка заміна інструменту поворотом револьверної головки, автоматичне отримання заданих розмірів завдяки можливості використання упорів. За рахунок цього відбувається значне підвищення продуктивності праці. 